# شاه عقرب: خیزش آکادیان
شاه عقرب: خیزش آکادیان (به انگلیسی: The Scorpion King: Rise of the Akkadian) یک بازی ویدئویی در سبک اکشن-ماجراجویی است که توسط استودیو پوینت اف ویو ساخته شد. توسعه یافته و در سال ۲۰۰۲ توسط شرکت یونورسال انتراکتیو برای کنسول‌های گیم‌کوب و پلی‌استیشن ۲ منتشر شد. این بازی پیش‌درآمدی بر فیلم شاه عقرب محسوب می‌شود و در آن دواین جانسون بار دیگر در نقش ماتایوس ایفای نقش می‌کند.

## داستان
بازی با آموزش مبارزهٔ ماتایوس، برادر ناتنی‌اش جساپ و دوستشان راما آغاز می‌شود. پس از اتمام آموزش، شاه آکادیان، اوره‌مت، ماتایوس را مأمور می‌کند تا فرمانروای خمت را که یکی از همسران وفادارش را به قتل رسانده، ترور کند.
ماتایوس پس از ورود به اتاق فرمانروا، با پیکری خورده‌شده مواجه می‌شود. در این لحظه، آنوبیس ظاهر شده و ماتایوس با او مبارزه می‌کند. پس از شکست موقت آنوبیس، ماگوس پرده از ماجرا برمی‌دارد؛ او ماتایوس را عمداً به این دام کشانده تا برای اهدافش از او استفاده کند. وقتی ماتایوس از همکاری امتناع می‌کند، ماگوس او را در زندانی زیرزمینی حبس می‌کند.
در زندان، ماتایوس با پیرمردی به نام هامت آشنا می‌شود که او نیز به دلیل مخالفت با ماگوس زندانی شده‌است. آن دو با همکاری یکدیگر از زندان می‌گریزند و به روستای آکادی که ماتایوس در آن آموزش دیده بود بازمی‌گردند. در آنجا متوجه می‌شوند ماگوس به روستا حمله کرده است. پس از نبرد با نیروهای دشمن، ماتایوس راما را مجروح می‌یابد و قسم می‌خورد ماگوس را پیدا کند. سپس توسط هوروس مورد حمله قرار می‌گیرد و او را نیز از پا درمی‌آورد.
ماتایوس به سوی جزیره کرت می‌رود اما در مسیر کشتی‌اش غرق می‌شود. در آنجا درمی‌یابد که یک مینوتور به ساکنان جزیره آسیب می‌رساند. او برای مقابله با این هیولا پیش‌قدم می‌شود و پس از غلبه بر دشمنان، مینوتور را می‌کشد.
سپس وارد سرزمین اسفینکس می‌شود. پس از شکست اسفینکس و ورود به جهان زیرین (نذرورلد)، صدای پتار را می‌شنود که درباره شمشیر اوزیریس با او سخن می‌گوید. ماتایوس قطعات شکسته‌شدهٔ شمشیر را می‌یابد و به نزد پتار می‌برد. پتار شمشیر را بازسازی کرده و آن را به ماتایوس می‌دهد، و هشدار می‌دهد که نباید این سلاح به دست افراد نادرست بیفتد. در راه بازگشت، آپپ او را متوقف می‌کند و می‌گوید هیچ انسان زنده‌ای اجازه حضور در جهان زیرین را ندارد. ماتایوس او را شکست داده و از جهان زیرین خارج می‌شود.
ماتایوس وارد باغ‌های ماگوس می‌شود و پس از عبور از آن و مقابله با دشمنان، به برج بابل می‌رسد؛ جایی که گفته می‌شود ماگوس در آن اقامت دارد. پس از صعود به قله برج، او هامت را می‌بیند که می‌گوید نیروهای ماگوس هنوز در کوه‌های نزدیک روستا حضور دارند و جساپ و راما را ربوده‌اند. ماتایوس هامت را آزاد می‌کند، اما هامت به او حمله کرده و مشخص می‌شود در واقع خودِ ماگوس است که با ترفندی ماتایوس را غافلگیر کرده و دوباره زندانی‌اش می‌کند. ماگوس شمشیر اوزیریس را گرفته و آماده احضار ست، خدای هرج‌ومرج، می‌شود. او اعتراف می‌کند که از ماتایوس برای ورود به جهان زیرین و دستیابی به شمشیر استفاده کرده‌است.
ماتایوس با ماگوس می‌جنگد و او را شکست می‌دهد، اما ماگوس می‌گوید که این شکست بخشی از نقشه‌اش برای تبدیل شدن به ست بوده‌است. او تبدیل به ست می‌شود و سعی می‌کند ماتایوس را بکشد. در نهایت، ماتایوس با استفاده از شمشیر اوزیریس او را نابود کرده و جساپ و راما را آزاد می‌کند. سه برادر از برج خارج می‌شوند و همزمان برج منفجر شده و پرتوی نوری به آسمان شلیک می‌شود.

## بازخورد
بازی شاه عقرب: خیزش آکادی طبق بررسی‌های وب‌سایت متاکریتیک، نقدهایی "متوسط یا مختلط" دریافت کرد.
برد شوماکر از وب‌سایت گیم‌اسپات در بررسی نسخه گیم‌کیوب بازی، آن را مشابه فیلم توصیف کرد: «داستانی بسیار سطحی» که نه «جذاب» بود و نه «سرگرم‌کننده». او سیستم مبارزات را «سطحی و آزاردهنده» و گرافیک بازی را «قابل قبول، اما کمی کسل‌کننده» دانست.
جرمی دانهم از آی‌جی‌ان از ساختار پیشرفت نقش‌آفرینی‌گونه و جمع‌آوری آیتم‌ها در گیم‌پلی تمجید کرد، اما از سیستم مبارزات ابتدایی آن انتقاد نمود و بازی را قربانی «عجله در ساخت به خاطر مجوز فیلم» توصیف کرد.